# Josefshaus Assinghausen
Das Josefshaus ist ein denkmalgeschütztes Gebäude in Assinghausen, einem Ortsteil von Olsberg im Hochsauerlandkreis (Nordrhein-Westfalen). Das ehemalige Kloster wurde bis Ende 2012 als Schwesternhaus und Erholungsstätte der Franziskanerinnen genutzt. Das Haus beherbergt eine kleine Kapelle.

## Geschichte und Architektur
Der heutige Ostflügel der dreiflügeligen Anlage wurde um 1835 von Johann-Caspar Tüllmann in errichtet. Der Westflügel wurde um 1950 angebaut. Die Anlage in einer Mischbauweise aus Fach- und Mauerwerk mit Stahlkappendecken ist zum Teil verputzt und teilweise, wie für die Region typisch, verschiefert. Der Innenhof ist, wegen der in den Hang gebauten Anlage, über einen Durchgang von der Straße erschlossen. Die Treppenlage wurde im Oktober 2010 umfassend saniert. de Nach einem Verkauf im Jahr 1850 wurde ein Textilgeschäft im Haus betrieben, ein Wirtschaftsteil mit einer Querdeele wurde angebaut. Die Franziskanerinnen von Salzkotten übernahmen die Anlage 1908, um dort eine Kinderbewahrschule einzurichten und Möglichkeiten zur Krankenpflege, die überwiegend im Dorf ambulant angeboten wurde, zu bieten. Der Anbau von 1912 wurde im Zweiten Weltkrieg und danach als Klassenraum genutzt. Von 1921 bis 1929 unterhielt ein Arzt seine Praxis im Gebäude. Der Kapellentrakt wurde in den 1950er Jahren zusammen mit verschiedenen Funktionsräumen gebaut. Die beiden letzten Ordensschwestern verließen das Gebäude Ende 2012 wegen hohen Alters.